# Ramnäs
Ramnäs est une localité de la commune de Surahammar dans le comté de Västmanland en Suède.
Sa population était de 1 245 habitants en 2019.